# かながわブランド
かながわブランドとは神奈川県における県内産農畜産物などを対象にした登録ブランド。

## 概要
「かながわ農業活性化指針」の施策の方向の一つとして、県産農畜産物のブランド力の強化のため、神奈川県内で生産される農林水産物、畜産物、水産物およびそれらの加工品の認知度を高め、利用拡大を図ることを目的として制定された。
1992年度に選定制度として開始され、1997年度以降は登録制度として運営されている。神奈川県と神奈川県生産者団体で構成する「かながわブランド振興協議会」で定めた統一の生産・出荷基準を守り、一定の品質を確保するなどの要件を満たした農林水産物、加工品を「かながわブランド」として登録する。
登録品は、2023年1月時点で70品目125登録品ある。

## かながわブランドサポート店
かながわブランド登録品や県産品を積極的に取り扱う販売店、飲食店についてもかながわブランド振興協議会で登録認定を行っている。
2018年3月13日時点では販売店331店舗、飲食店118店舗が登録されている。

## 登録品の例
- 足柄茶
- 高座豚
- 湘南ゴールド[2]
- 湘南レッド
- 津久井在来大豆
- 浜なし
- やまゆりポーク